# Antônio Carlos Zago
Antônio Carlos Zago (Presidente Prudente, 18 de maio de 1969) é um treinador e ex-futebolista brasileiro que atuava como zagueiro. Atualmente está sem clube.

## Carreira como jogador
Aos 17 anos, o descendente de italianos Zago iniciou sua carreira profissional no Ubiratan Esporte Clube, da cidade de Dourados, após ser promovido das categorias de base. Jogando como centroavante, foi artilheiro do campeonato estadual. Sua boa atuação rendeu um período de testes no São Paulo, que o contratou em definitivo, já como zagueiro, no final de 1987. Após ser vice-campeão estadual no Mato Grosso do Sul, chegou ao tricolor em agosto de 1988, inicialmente atuando pela equipe de aspirantes do clube paulista. A partir de 1990, passou a integrar o time principal e assumiu a titularidade. No ano seguinte, conquistou o Campeonato Brasileiro e o Campeonato Paulista.
Em 1992, após a conquista da Copa Libertadores, o zagueiro não ficou satisfeito com a proposta de renovação de contrato oferecida pelo São Paulo. O clube, então, vendeu o atleta para o Albacete por 1,65 milhão de dólares no dia 28 de julho. Passados dois meses da transferência, no entanto, Antônio Carlos já pensava em voltar ao Brasil por não ter se adaptado ao futebol espanhol.
Em dezembro, foi apresentado pela Parmalat (ao lado do lateral Roberto Carlos) como novo jogador do Palmeiras, que buscava corrigir o setor defensivo. No clube alviverde, participou das campanhas dos bicampeonatos Paulista e Brasileiro nos anos de 1993 e 1994. Exercendo um importante papel de liderança, Antônio Carlos se tornou capitão do time com a saída de César Sampaio.
Em dezembro de 1995, sem conseguir realizar o sonho de levar o Palmeiras à conquista do Mundial, o zagueiro teve sua venda por três milhões de dólares ao Kashiwa Reysol anunciada. No Japão, atuou ao lado dos compatriotas Edílson (que também havia deixado o Palmeiras) e Careca.
Problemas pessoais levaram o jogador a um novo retorno ao Brasil. Em abril de 1997, Antônio foi contratado pelo Corinthians por 3,3 milhões de dólares. Fez sua estreia no mesmo mês, numa partida contra a Portuguesa válida pelo Campeonato Paulista (torneio conquistado pelo time alvinegro). No dia 19 de agosto, em partida do Campeonato Brasileiro, o zagueiro agrediu um médico do Atlético Paranaense. O atleta acabou suspenso por quarenta dias.
Numa transação de quatro milhões de dólares, Antônio Carlos se transferiu para a Roma em 1998. Utilizando o sobrenome Zago na camisa, viveu o ponto alto da carreira, ganhando o Scudetto na temporada 2000-2001 ao lado de nomes como Aldair, Batistuta, Cafu, Totti e Montella. Em 2001, foi agredido por torcedores da rival Lazio ao sair de um restaurante. Antônio conquistou também uma Supercopa da Itália. Permaneceu no clube até 2002.
Depois de atuar por dois anos no Beşiktaş, o atleta retornou ao Brasil em 2004. Atendendo a uma solicitação de Vanderlei Luxemburgo, treinador com quem Antônio Carlos já havia trabalhado no Palmeiras e na Seleção Brasileira, o Santos contratou o zagueiro. Apesar da conquista de um título nacional no final do ano, o defensor disputou apenas oito jogos pelo clube na temporada por causa de lesões e de uma cirurgia na virilha.
Em janeiro do ano seguinte, após sair de campo ainda no primeiro tempo em partida do Campeonato Paulista, Antônio Carlos passou por mais uma cirurgia devido a uma lesão na coxa direita. Sem disputar mais partidas, sua saída do time foi anunciada em 25 de março de 2005. O treinador Alexandre Gallo informou que a atitude foi tomada por "um consenso entre a comissão técnica, a diretoria e o próprio jogador". Três dias depois, no entanto, o jogador declarou à Rádio Bandeirantes que a decisão foi exclusiva do Santos.
Em abril de 2005, assinou com o Juventude. Em 5 de março de 2006, em partida válida pelo Campeonato Gaúcho, desentendeu-se com o volante Jeovânio, do Grêmio. Após ter sido expulso de campo, Antônio Carlos foi acusado de agredir o gremista com ofensas racistas. Depois do ocorrido, o ex-jogador pediu desculpas a Jeovânio, mas foi suspenso por 60 dias e denunciado pelo Ministério Público por incitar o preconceito racial.
Em 2007, foi recontratado pelo Santos. O jogador planejava encerrar a carreira com a conquista da Libertadores e, ao mesmo tempo, dar os primeiros passos rumo à carreira de treinador com os ensinamentos do técnico Luxemburgo. Diferentemente de sua primeira passagem pelo clube, Zago teve atuações de destaque, sendo eleito um dos onze melhores do Campeonato Paulista daquele ano. Após atuar em vinte jogos, Antônio sofreu uma nova contusão ao romper o ligamento cruzado anterior do joelho esquerdo no dia 2 de maio, em partida contra o Caracas válida pela Copa Libertadores.
Após mais uma cirurgia e um período de recuperação, o zagueiro retornou aos treinamentos com o restante do time em 25 de setembro com o objetivo de retornar aos gramados. "Quem sabe não atuo por mais seis meses", declarou. Porém, após o treino de 29 de novembro, o zagueiro anunciou aos companheiros de time que iria deixar o futebol. Antônio Carlos atuou profissionalmente pela última vez no dia 2 de dezembro de 2007, em partida válida pelo Campeonato Brasileiro, na derrota do time do litoral paulista para o Fluminense por 4–2. Utilizando a camisa 10, foi aplaudido pela torcida ao ser substituído por Pedrinho.

### Seleção Brasileira
O bom momento vivido no São Paulo levou Antônio Carlos a sua primeira convocação para a Seleção Brasileira em 1991. Fez sua estreia num amistoso contra a Iugoslávia no dia 29 de outubro. Depois de jogar pela Copa América de 1993, Antônio disputou sua 11.ª partida pela Seleção no dia 14 de agosto do mesmo ano em jogo contra o Uruguai válido pelas Eliminatórias da Copa do Mundo de 1994. O jogador ficou marcado por uma falha que permitiu o gol de empate dos uruguaios. A partir daí, não foi mais lembrado nas convocações seguintes pelos treinadores Carlos Alberto Parreira e Zagallo.
O zagueiro só voltou ser chamado em 1998, quando Vanderlei Luxemburgo assumiu o comando. Quando soube de seu retorno, Zago chegou a chorar de emoção. Antônio alcançou a condição de titular e disputou, até o ano 2000, jogos das Eliminatórias da Copa do Mundo de 2002, além de ter sido campeão da Copa América de 1999. Com a queda de Luxemburgo, Emerson Leão se tornou o treinador e Antônio acabou ficando de fora das convocações.
Em 2001, com Luiz Felipe Scolari, o defensor ganhou uma última oportunidade numa partida contra o Uruguai no dia 1.º de julho. Com uma fraca atuação do time, Felipão promoveu novas mudanças e Antônio Carlos novamente deixou de ser chamado, encerrando suas participações em jogos da Seleção tendo disputado 37 partidas e marcado 3 gols.

## Diretor técnico
Ao encerrar a carreira como jogador foi, por curto período, entre 2008 e 2009, diretor técnico do Corinthians. Foi demitido do cargo após escândalo envolvendo atraso de Ronaldo na concentração do clube alvinegro.

## Carreira como treinador

### São Caetano
Em 2 de junho de 2009, assinou contrato, agora como treinador, com o São Caetano. Em sua passagem pelo clube do Grande ABC, obteve um aproveitamento de 49,6%.

### Palmeiras
Em 18 de fevereiro de 2010, após a demissão de Muricy Ramalho do Palmeiras (causada justamente por uma derrota frente ao São Caetano de Antônio Carlos), assinou contrato com o Palmeiras, deixando o São Caetano. Dois dias depois, Antônio Carlos fez sua estreia no comando do time alviverde, vencendo o São Paulo por 2 a 0. Exatos três meses depois, no dia 18 de maio, foi demitido após briga com o jogador Robert.

### Grêmio Prudente
Em 17 de agosto, foi confirmado como novo treinador do Grêmio Prudente. Mas por um curto período. No dia 10 de setembro, após vários resultados ruins e com o time na zona de rebaixamento, acabou demitido.

### Mogi Mirim, Vila Nova e Audax
No dia 3 de janeiro de 2011, Zago foi anunciado por Rivaldo como novo treinador do Mogi Mirim.
No dia 9 de fevereiro de 2011, Zago deixou o Mogi Mirim e se transferiu para o Vila Nova, para substituir o técnico Hélio dos Anjos, que abandonou o time goiano durante a disputa do estadual. no final do mesmo ano foi anunciado como treinador do Audax São Paulo

### Passagem como auxiliar na Europa
Antônio Carlos Zago, então, decidiu ir até a Europa para atualizar-se em conceitos de tática de futebol. Fez diversos cursos credenciados pela UEFA, incluindo estágios em clubes como Shakhtar Donetsk e Roma, além de trabalhos como auxiliar e analista. 

### Juventude e Internacional
Zago obteve três licenças da UEFA para ser técnico de futebol, e assumiu o Juventude em agosto de 2015. Após um bom trabalho no Juventude, quando levou a equipe a um vice-campeonato gaúcho e acesso à Série B em 2016, acertou com o Internacional para a temporada 2017.
Em 28 de maio de 2017, foi demitido do Internacional, após derrota para o Paysandu.

### Fortaleza
Em 20 de agosto de 2017, é anunciado como novo treinador do Fortaleza com a missão de levar o clube à Série B após vários insucessos do time cearense durante as fases de mata-mata. Obteve sucesso na empreitada ao eliminar o Tupi-MG nas quartas de final e o Tricolor de Aço retornou à segunda divisão nacional após oito anos sem disputá-la. Ainda conseguiu levar o Fortaleza à final do torneio, mas acabou com o vice-campeonato.

### Retorno ao Juventude
Em 26 de outubro de 2017, a direção do Juventude anunciou o retorno de Zago, após rescindir o contrato com o Fortaleza, clube que levou a Série B do campeonato nacional após um longo período do Leão na Série C.

### Red Bull Brasil e Bragantino
Em 5 de setembro de 2018 foi anunciado como novo treinador do Red Bull Brasil para a disputa do campeonato paulista. Classificando a equipe para as quartas de final com a melhor campanha geral, inclusive a frente dos quatro grandes paulistas treinados por Sampaolli, Luis Felipe Scolari, Fábio Carille e Cuca. Ao término do Paulistão, o Red Bull derrotou a Ponte Preta e conquistou a Copa Paulista. Em 23 de abril de 2019, o Bragantino foi comprado pela Red Bull e Zago foi mantido no cargo com o elenco misturado das duas equipes. Na Série B, a equipe do Bragantino liderou o campeonato desde a sétima rodada.
Em 15 de novembro de 2019 sagrou-se campeão da Série B com o Bragantino após empatar em 1 a 1 com o Criciúma, com duas rodadas de antecedência, não podendo mais ser alcançado pela equipe do Sport. O acesso à elite do futebol brasileiro já havia sido conquistado no dia 5 de novembro, após vitória contra o Guarani pelo placar de 3 a 1.

### Kashima Antlers
De janeiro de 2020 a abril de 2021, comandou o Kashima Antlers. O início da temporada 2020 pelo Kashima Antlers, foi considerado o pior da história do clube, com a equipe sofrendo 6 derrotas em 6 jogos. Após uma melhora no segundo turno da J-League, a equipe acabou a temporada na 5ª posição, não se classificando à ACL por 1 ponto. Foi demitido após um início fraco da equipe na temporada 2021.

### Bolívar
Em 14 de julho de 2021, foi anunciado como novo técnico do Bolívar, pertencente ao Grupo City, assinando por 2 temporadas. Em 12 de novembro de 2022 foi demitido.

### Coritiba
Em 22 de abril de 2023, Zago foi anunciado como o novo técnico do Coritiba, após a demissão de António Oliveira.
No dia 25 de junho de 2023, após perder um jogo contra o Grêmio de goleada por 5 x 1, Zago perdeu a linha e elevou o tom na entrevista pós jogo. Dois dias depois, em 27 de junho de 2023, acabou sendo demitido.

### Seleção Boliviana
Em 31 de outubro de 2023, foi contratado para dirigir a Seleção Boliviana.
Em 19 de julho de 2024, a Federação Boliviana de Futebol (FBF) anunciou a demissão do técnico, após um péssimo desempenho na Copa América, onde terminou em último lugar do Grupo C, com três derrotas. Zago deixou o comando depois de 14 jogos, incluindo compromissos com a seleção olímpica boliviana, com apenas três vitórias.

## Títulos

### Como treinador
Bolívar
- Campeonato Boliviano: 2022 (Apertura)

Bragantino
- Campeonato Brasileiro - Série B: 2019

Red Bull Brasil
- Campeonato Paulista do Interior: 2019

Internacional
- Recopa Gaúcha: 2017

### Como jogador
São Paulo
- Campeonato Paulista: 1991[74]  e 1992
- Campeonato Brasileiro: 1991
- Copa Libertadores da América: 1992

Palmeiras
- Campeonato Paulista: 1993[75] e 1994[76]
- Campeonato Brasileiro: 1993 e 1994
- Torneio Rio-São Paulo: 1993

Corinthians
- Campeonato Paulista: 1997

Roma
- Campeonato Italiano: 2000-01
- Supercopa da Itália: 2001

Besiktas
- Campeonato Turco: 2002-03

Santos
- Campeonato Brasileiro: 2004
- Campeonato Paulista: 2007[77]

Seleção Brasileira
- Copa América: 1999

## Prêmios individuais
Santos
- Seleção do Campeonato Paulista: 2007[34]

Red Bull
- Melhor treinador do Campeonato Paulista: 2019

## Estatísticas como treinador
Atualizado até 18 de julho de 2024.
| Equipe          | Jogos | Vitórias | Empates | Derrotas | Aproveitamento |
| --------------- | ----- | -------- | ------- | -------- | -------------- |
| São Caetano     | 43    | 18       | 11      | 14       | 50.39%         |
| Palmeiras       | 19    | 9        | 5       | 5        | 56.14%         |
| Grêmio Barueri  | 6     | 1        | 2       | 3        | 27.78%         |
| Mogi Mirim      | 6     | 2        | 1       | 3        | 38.89%         |
| Vila Nova       | 11    | 7        | 1       | 3        | 66.67%         |
| Audax           | 51    | 25       | 9       | 17       | 54.9%          |
| Juventude       | 69    | 26       | 22      | 21       | 48.31%         |
| Internacional   | 30    | 14       | 10      | 6        | 57.78%         |
| Fortaleza       | 9     | 3        | 3       | 3        | 44.44%         |
| Red Bull Brasil | 31    | 16       | 11      | 4        | 63.44%         |
| Bragantino      | 38    | 22       | 9       | 7        | 65.79%         |
| Kashima Antlers | 48    | 23       | 7       | 18       | 52.78%         |
| Bolívar         | 71    | 44       | 13      | 14       | 68.08%         |
| Coritiba        | 11    | 0        | 4       | 7        | 12.12%         |
| Bolivia         | 10    | 2        | 0       | 8        | 20%            |
| Total           | 443   | 210      | 108     | 125      | 55.53%         |